# Маргарет Міллар
Маргарет Міллар (англ. Margaret Ellis Millar) — канадсько-американська письменниця детективного жанру. Дружина американського письменника Росса Макдональда.

## Біографія
Народилася в Берліні, Онтаріо, здобула освіту в коледжі і професійно-технічному училищі Кітченера-Ватерлоо та Торонтському університеті.
Вона переїхала до Сполучених Штатів Америки після вступу в шлюб з Кеннетом Мілларом, більш відомим за псевдонімом Росс Макдональд. Вони десятиліттями жили в місті Санта-Барбара, яке часто використовувалося як місце дії в її пізніших романах під псевдонімами Сан-Феліче або Санта-Феліція. У Мілларів була дочка Лінда, яка померла в 1970 році

## Стиль
Книги Міллар відрізняються глибиною характеристики. Там часто показується досить складне внутрішнє життя людей, де часто досліджуються питання незахищеності, невдалих амбіцій, самотності чи екзистенціальної ізоляції або ж навіть параної. Незвичайним людям, легким суспільним невдахам або людям, які не зовсім вписуються в навколишнє середовище, приділяється багато деталей інтер'єру. У деяких книгах (як от у «Залізних воротах») подається уявлення про те, як це відчувати, коли ти втрачаєш зв'язок із реальністю й перетворюєшся на божевільного. Загалом Міллар — письменниця, яка володіє як експресивним описом, так і мінімалістським, часто переконлива у передачі соціологічного контексту оповідань.
Міллар часто надає «сюрпризні закінчення», проте деталі, які дозволили б розгадати несподіванку, зазвичай були тонко включені, у найкращих жанрових традиціях. Її книги зосереджені не тільки на сюжеті, але й на тонкощах людської взаємодії та багатих психологічних деталях окремих персонажів.
Міллар був піонером у описанні жіночої психології. Навіть у 1940-1950-х роках її книги несли зрілий і реальний погляд на класові відмінності, сексуальну свободу та розчарування, а також на амбівалентність моральних кодексів залежно від економічних обставин героя.
Стверджується, що Міллар «по суті створила нову гібридну форму літератури: детективну» на противагу типовим жанровим оповіданням.
У багатьох джерелах згадується, що вона працювала сценаристом для Warner Brothers відразу після Другої світової війни, але жодних подробиць щодо того, над чим вона могла працювати, не надається. Приблизно в той час Warner Brothers купив опцію на її роман «Залізні ворота» з сюжетом жінки, яка сходить з розуму, але, як повідомляється, Бетт Девіс та інші видатні актриси цієї кінокомпанії зрештою відмовилися від ролі в цьому фільмі, оскільки знакової головної героїні не було в останній третині історії. Фільм так і не був створений. На початку 1960-х років два її романи («Звір на виду» та «Останнє літо Роуз», в якому зіграла Мері Астор) були екранізовані для телесеріалів «Альфред Гічкок представляє» та «Трилер».
Хоча вона не була відома жодним сталим повторюваним персонажем (на відміну від свого чоловіка, чиїм постійним героєм був Лью Арчер), але іноді використовувала детектива-розслідувача для кількох романів. Серед них були канадці доктор Пол Прай та Сендс — тихий, скромний інспектор канадської поліції, який, можливо, був наймилішим з її повторюваних персонажів. У каліфорнійські роки в кількох книжках фігурував або Джо Квінн, досить невдалий приватний детектив, або Том Арагон, молодий латиноамериканський юрист.
Більшість книг Міллар досі друкуються в США. Починаючи з 2016 року, «Soho Syndicate» публікує велику добірку перевидань омнібусів, згрупованих за темами. Багато з них доступні як окремі електронні книги.

## Твори

### Романи з Полом Праєм
- The Invisible Worm (Невидимий черв'як) (1941)
- The Weak-Eyed Bat (Слабкий на зір кажан) (1942)
- The Devil Loves Me (Диявол любить мене) (1942)

### Романи про інспектора Сендза
- Wall of Eyes (Стіна очей) (1943)
- The Iron Gates (Залізні ворота)  (1945)

### Романи про Тома Арагона
- Ask for Me Tomorrow (Спитай мене взавтра) (1976)
- The Murder of Miranda (Вбивство Міранди) (1979)
- Mermaid (Русалка) (1982)

### Інші детективні романи
- Fire Will Freeze (Вогонь замерзне) (1944)
- Do Evil in Return (Зроби зло у відповідь) (1950)
- Rose's Last Summer (Останнє літо Рози) (1952)
- Vanish in an Instant (Зникнути миттєво) (1952)
- Beast in View (Звір на виду) (1955) (отримав премію Едгара)
- An Air That Kills (Повітря, яке вбиває) (1957)
- The Listening Walls (Стіни для прослуховування) (1959)
- A Stranger in My Grave (Незнайомець у моїй могилі) (1960)
- How Like an Angel (Як схожий на ангела) (1962)
- The Fiend (Друг) (1964)
- Beyond This Point Are Monsters (За цією точкою знаходяться монстри) (1970)
- Banshee (Банші) (1983)
- Spider Webs (Павутиння) (1986)

### Інші романи
- Experiment in Springtime (Експеримент навесні) (1947)
- It's All in the Family (Все в родині) (1948)
- The Cannibal Heart (Серце канібала) (1949)
- Wives and Lovers (Дружини та коханки) (1954)

### Нехудожні твори
- The Birds and the Beasts Were There: The Joys of Birdwatching and Wildlife Observation in California's Richest Habitat (Птахи та звірі були там: радощі спостереження за птахами та дикою природою в найбагатшому середовищі існування Каліфорнії) (1968)